# Chalcites
Chalcites (лат.) — род птиц подсемейства настоящих кукушек (Cuculinae) семейства кукушковых (Cuculidae). Ранее представителей рода помещали в род Chrysococcyx. Распространены в Юго-Восточной Азии, Австралии и Новой Зеландии. Гнездовые паразиты. Название рода происходит от др.-греч. χαλκιτης, что означает «содержащий медь» или «медный».
В состав рода включают 8 видов:
- Chalcites megarhynchus — Длинноклювая кукушка
- Chalcites basalis — Краснохвостая бронзовая кукушка
- Chalcites osculans — Черноухая бронзовая кукушка
- Chalcites ruficollis — Красношейная бронзовая кукушка
- Chalcites lucidus — Блестящая бронзовая кукушка
- Chalcites meyeri — Краснокрылая бронзовая кукушка
- Chalcites minutillus — Карликовая кукушка
- Chalcites crassirostris